# La Magdalena Tlatlauquitepec
La Magdalena Tlatlauquitepec es una localidad del estado mexicano de Puebla. Es cabecera del municipio de La Magdalena Tlatlauquitepec.

## Demografía
| Censo | Población |
| ----- | --------- |
| 1900  | 403       |
| 1910  | 399       |
| 1921  | 286       |
| 1930  | 320       |
| 1940  | 406       |
| 1950  | 398       |
| 1960  | 452       |
| 1970  | 374       |
| 1980  | 375       |
| 1990  | 756       |
| 1995  | 399       |
| 2000  | 722       |
| 2005  | 426       |
| 2010  | 484       |
| 2020  | 647       |